# Xanthopteromyia plumosa
Xanthopteromyia plumosa là một loài ruồi trong họ Tachinidae.